# Martin Hose
Martin Hose (* 8. April 1961 in Wathlingen) ist ein deutscher Klassischer Philologe.

## Karriere
Nach dem Abitur 1981 studierte Hose Klassische Philologie, Geschichte und Erziehungswissenschaften an den Universitäten zu Hamburg und Konstanz und schloss 1988 mit dem Staatsexamen und dem Magister Artium in Konstanz ab. Anschließend lehrte er von 1988 bis 1989 am University College London und von 1988 bis 1994 an der Universität Konstanz, wo er 1990 mit einer Arbeit zum Chor bei Euripides promoviert wurde und sich 1993 mit einer Arbeit zu den Historikern im Imperium Romanum von Florus bis Cassius Dio habilitierte. Im Jahr 1994 erhielt er einen Ruf an die Universität Greifswald und lehrte bis 1995 zudem teilweise an der Ruprecht-Karls-Universität Heidelberg. Seit 1997 hat Hose einen der beiden Lehrstühle für Gräzistik an der Ludwig-Maximilians-Universität München inne. Einen Ruf an die Universität Heidelberg lehnte er im Jahr 2004 ab.
Hoses Forschungsschwerpunkte sind griechisches Drama, Geschichtsschreibung, hellenistische Dichtung und die griechische Literatur der Kaiserzeit. Neben seiner wissenschaftlichen Tätigkeit ist Hose auch hochschulpolitisch aktiv. Von 1999 bis 2001 war er Dekan der Fakultät für Sprach- und Literaturwissenschaften an der Ludwig-Maximilians-Universität. Seit 2002 ist er Mitglied im Senat der LMU, zu dessen Vorsitzenden er im Jahr 2007 gewählt wurde. In dieser Funktion ist Hose zudem stellvertretender Vorsitzender des Hochschulrats der LMU.
Hose ist seit 2001 ordentliches Mitglied der Bayerischen Akademie der Wissenschaften. Von 1995 bis 2001 war er Vorstandsmitglied der Mommsen-Gesellschaft, ab 2004 war er Vorstandsmitglied der Fédération Internationale des Associations d’Études Classiques. Seit 2000 ist er zudem Mitherausgeber und Schriftleiter des Rezensionsorgans Gnomon.

## Veröffentlichungen (Auswahl)
Monographien
- Studien zum Chor bei Euripides, Teil 1 (= Beiträge zur Altertumskunde. Bd. 10). Teubner, Stuttgart 1990 (= Diss. Konstanz 1990).
- Studien zum Chor bei Euripides, Teil 2 (= Beiträge zur Altertumskunde. Bd. 20). Teubner, Stuttgart 1991
- Erneuerung der Vergangenheit. Die Historiker im Imperium Romanum von Florus bis Cassius Dio (= Beiträge zur Altertumskunde. Bd. 45). Teubner, Stuttgart/Leipzig 1994, ISBN 3-519-07494-X (= Habilitationsschrift Konstanz 1993)
- Drama und Gesellschaft. Studien zur dramatischen Produktion in Athen am Ende des 5. Jahrhunderts (= Drama. Beiheft 3). M & P, Verlag für Wissenschaft und Forschung, Stuttgart 1995, ISBN 3-476-45144-5.
- Kleine griechische Literaturgeschichte. Von Homer bis zum Ende der Antike. Beck, München 1999, ISBN 3-406-42126-1 (2., durchgesehene Auflage 2012).
- Poesie aus der Schule. Überlegungen zur spätgriechischen Dichtung (= Sitzungsberichte der Bayerischen Akademie der Wissenschaften, Philosophisch-Historische Klasse. Jahrgang 2004, Heft 1). Verlag der Bayerischen Akademie der Wissenschaften, München 2004, ISBN 3-7696-1625-1.
- Euripides. Der Dichter der Leidenschaften. Beck, München 2008, ISBN 3-406-57236-7 (rumänische Übersetzung 2010, neugriechische Übersetzung 2011)
- Euripides als Anthropologe (= Sitzungsberichte der Bayerische Akademie der Wissenschaften, Philosophisch-Historische Klasse. Jahrgang 2009, Heft 2). Verlag der Bayerischen Akademie der Wissenschaften, München 2009, ISBN 978-3-7696-1650-7.
- Konstanten und Wandel in der antiken Historiographie: Explanada und explanantia in ihrer Entwicklung. Beiträge zu einer Geschichte der Geschichtsschreibung (= Sitzungsberichte der Bayerische Akademie der Wissenschaften, Philosophisch-Historische Klasse. Jahrgang 2016, Heft 2). Verlag der Bayerischen Akademie der Wissenschaften, München 2016, ISBN 978-3-7696-1672-9.
- mit Therese Fuhrer: Das antike Drama (C. H. Beck Wissen). C. H. Beck, München 2017, ISBN 978-3-406-70792-6.
- Formen und Funktionen griechisch-römischer Literatur. Aufsätze zur Literaturgeschichte und Literaturgeschichtsschreibung. Herausgegeben von Annamaria Peri und Tobias Thum. Franz Steiner, Stuttgart 2023, ISBN 978-3-515-13411-8.

Übersetzung und Kommentar
- Aristoteles, Werke in deutscher Übersetzung. Band 20: Fragmente. Teil 3: Die historischen Fragmente. Akademie Verlag, Berlin 2002, ISBN 3-05-003755-5.
- Synesios von Kyrene, Ägyptische Erzählungen oder über die Vorsehung (= SAPERE. Band 21). Herausgegeben von Martin Hose. Eingeleitet, übersetzt und mit interpretierenden Essays versehen von Martin Hose, Wolfgang Bernard, Frank Feder und Monika Schuol. Mohr Siebeck, Tübingen 2012, ISBN 978-3-16-152259-8.
- Aristoteles, „Poetik“. Einleitung, Text, Übersetzung und Kommentar. Mit einem Anhang: Texte zur aristotelischen Literaturtheorie (Sammlung wissenschaftlicher Commentare). 2 Bände, Walter de Gruyter, Berlin/Boston 2023, ISBN 978-3-11-070319-1.